# Al-Qàssim Gannun
Al-Qàssim Gannun o Kannun ibn Muhàmmad ibn al-Qàssim (àrab: القاسم كنون بن محمد بن القاسم, al-Qāsim Gannūn b. Muḥammad b. al-Qāsim) (? - 948/949) fou emir idríssida del Magrib. Era germà d'al-Hàssan al-Hajjam ibn Muhàmmad ibn al-Qàssim i, aprofitant la lluita entre les tribus lleials als fatimites i la tribu zanata dels miknasa (lleial al califa omeia de Còrdova), es va apoderar del Rif i de la part nord-oest del Magrib i va governar reconeixent la sobirania del califa fatimita. La revolta del kharigita o nukkarita Abu-Yazid Màkhlad ibn Kaydad an-Nukkarí (943-947) va derivar en un regnat relativament tranquil. A la seva mort el va succeir el seu fill Abu-l-Ayx Àhmad ibn al-Qàssim Gannun.